# Riscle
 Riscle  là một xã thuộc tỉnh Gers trong vùng Occitanie tây nam nước Pháp. Xã này có độ cao từ 96-206 mét trên mực nước biển.